# Bataille de Yaaroubiyé (2014)
Pour les articles homonymes, voir Bataille de Yaaroubiyé.
Guerre civile syrienne
Batailles
La bataille de Yaaroubiyé a lieu du 27 septembre au 2 octobre 2014 lors de la guerre civile syrienne.

## Déroulement
Le 27 septembre, peu après le début de la bataille de Kobané, les forces de l'État islamique attaquent la ville de Yaaroubiyé, située à la frontière irakienne, et contrôlée par les Kurdes des YPG et les Arabes chammar de Jaych al-Karama,. Les djihadistes s'emparent de trois villages le 27 septembre  et en contrôlent un quatrième le 29 septembre.
Située de l'autre côté de la frontière, à deux kilomètres de Yaaroubiyé, la ville irakienne de Rabia est reprise le 30 septembre par les peshmergas, après des combats ayant fait au moins 12 morts chez les djihadistes. Seule une dizaine d'hommes de l'EI résiste quelque temps dans une clinique malgré des frappes de l'aviation britannique contre ce bâtiment,,,.

## Pertes
Selon l'Observatoire syrien des droits de l'homme (OSDH), les 27 et 28 septembre au moins 14 combattants des YPG et 17 de Jaych al-Karama sont tués par les djihadistes et certains d'entre-eux sont décapités,. L'État islamique compte pour sa part au moins onze tués dans ses rangs,. L'OSDH recense encore au moins cinq combattants arabo-kurdes et neuf djihadistes tués le 30 septembre, 18 djihadistes tués le 1er octobre et deux hommes de l'EI tués le 2 octobre.